# Борша (комуна)
Борша (рум. Borșa) — комуна у повіті Клуж в Румунії. До складу комуни входять такі села (дані про населення за 2002 рік):
- Борша (1416 осіб) — адміністративний центр комуни
- Борша-Кетун (79 осіб)
- Борша-Крестая
- Джула (198 осіб)
- Чумефая (172 особи)

Комуна розташована на відстані 335 км на північний захід від Бухареста, 17 км на північ від Клуж-Напоки.

## Населення
За даними перепису населення 2002 року у комуні проживали 1865 осіб.
Національний склад населення комуни:
| Національність | Кількість осіб | Відсоток |
| -------------- | -------------- | -------- |
| румуни         | 1650           | 88,5%    |
| угорці         | 164            | 8,8%     |
| цигани         | 50             | 2,7%     |
| німці          | 1              | 0,1%     |

Рідною мовою назвали:
| Мова      | Кількість осіб | Відсоток |
| --------- | -------------- | -------- |
| румунська | 1677           | 89,9%    |
| угорська  | 146            | 7,8%     |
| циганська | 40             | 2,1%     |
| німецька  | 1              | 0,1%     |
| російська | 1              | 0,1%     |

Склад населення комуни за віросповіданням:
| Релігія                                       | Кількість осіб | Відсоток |
| --------------------------------------------- | -------------- | -------- |
| православні                                   | 1474           | 79,0%    |
| греко-католики                                | 157            | 8,4%     |
| реформати                                     | 156            | 8,4%     |
| п'ятдесятники                                 | 42             | 2,3%     |
| римо-католики                                 | 15             | 0,8%     |
| баптисти                                      | 14             | 0,8%     |
| атеїсти                                       | 2              | 0,1%     |
| унітарії                                      | 1              | 0,1%     |
| бретрени                                      | 1              | 0,1%     |
| лютерани (Синодально-пресвітеріанська церква) | 1              | 0,1%     |
| не вказали релігію                            | 2              | 0,1%     |